# Mahieddine Khalef
Mahieddine Khalef (àrab: مُحيي الدين خالف)  (Mechra Bel Ksiri, 17 de gener de 1944 - Alger, 10 de desembre de 2024) fou un futbolista i entrenador algerià nascut al Marroc.
Destacà en la seva etapa d'entrenador co-dirigint la selecció d'Algèria a la Copa del Món de futbol de 1982, juntament amb Rachid Mekloufi.